# 596

## Esdeveniments
- Marcianòpolis (Mèsia): Els romans d'Orient reprenen la campanya contra els àvars enllà del Danubi i escullen la ciutat com a base d'operacions.
- Hamadan (Mèdia): El rei sassànida Còsroes II aconsegueix vèncer el revoltat Bistam fent-lo assassinar a traïció.

## Necrològiques
- Ravenna (Itàlia): Romà, exarca de la regió.
- Hamadan (Mèdia): Bistam, usurpador de l'Imperi Sassànida, assassinat a traïció.
- Constantinoble: Joan IV, patriarca de la ciutat.
- Antioquia (Síria): Sant Simeó Estilita el Jove, anacoreta.